# Northwest Orient Airlines Flight 293
Northwest Orient Airlines Flight 293 var ett militärt charterflyg som haverade 294 km västsydväst om Annette Island, Alaska den 3 juni 1963.
Planet var en Douglas DC-7CF som tillhörde Northwest Orient Airlines och hade chartrats av Military Air Transport Service för att flyga 95 servicetekniker med familjer samt sex besättningsmän från Tacoma-McChord Air Force Base till Anchorage-Elmendorf Air Force Base. Planet lyfte kl. 07.52 Pacific Standard Time. Den sista radiokontakten ägde rum kl. 10.06 då besättningen begärde att få byta flyghöjd. När inget hade hörts från planet på över en timma påbörjades sökningen efter det kl. 11.16. Först kl. 19.22 hittades vrakrester 294 km västsydväst om Annette Island.
Utredningen efter haveriet lades ned på grund av brist på bevis och olycksorsaken kunde aldrig fastställas.